# Uezwil
Uezwil (schweizertyska: Üezmel) är en ort och kommun i distriktet Bremgarten i kantonen Aargau, Schweiz. Kommunen har 549 invånare (2023).